# Saint-Valérien (Quebec)
Saint-Valérien es un municipio parroquial canadiense situado en la provincia de Quebec.

## Superficie
Saint-Valérien tiene una superficie de 145,02 km².

## Demografía
En 2021, tenía 906 habitantes, una densidad poblacional de 6,2 hab./km², y 459 viviendas.